# Estivação

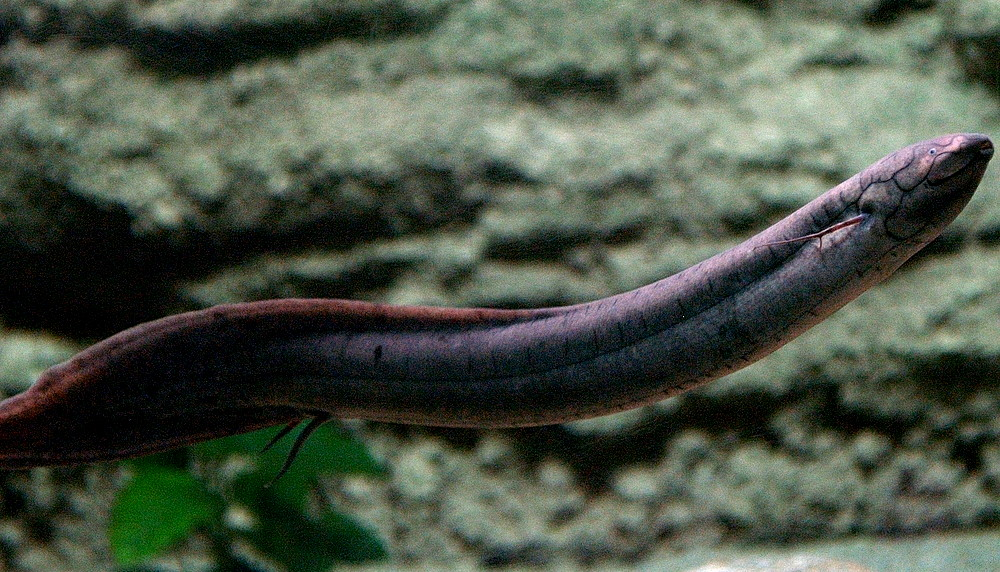
Piramboia (Lepidosiren paradoxa) exemplo de um peixe pulmonado que faz estivação

A estivação, também,  conhecida como "a dormência", é um comportamento de certas espécies, (como: certas espécies de peixe (piramboia - peixe pulmonado), anfíbios e moluscos ) que se manifestam frente a determinadas adversidades ambientais. Guerra salienta que, "A estivação ou qualquer outro tipo de ritmo, por ser uma suspensão temporária e periódica das atiνidades, pode ser encarada como parte de uma estratégia geral da evolução". Os seres vivos que entram em estivação, voltam as suas atividades metabólicas quando em contato com a água, ou seja, a estivação ocorre quando os seres vivos estão em pouco contato com a água, geralmente em épocas de estiagem e secas em certos períodos do ano e regiões. No quadro abaixo mostra um panorama geral, salientando alguns tópicos importantes sobre estivação:
| Temperatura ambiente | Alta  |
| -------------------- | ----- |
| Temperatura Corporal | Alta  |
| Atividade            | Baixa |
| Metabolismo          | Baixa |

Podemos observar que diferente da hibernação que ocorre em mamíferos e aves, onde a temperatura ambiente é baixa, na estivação a temperatura ambiente é alta.
No que diz respeito aos peixes pulmonados, resulta quase sempre de uma proteção contra o secamento temporário dos habitats, com a passagem para o estado de dormência ou quiescência sem perda da vitalidade. Algumas outras espécies também entram em estivação como observados em moluscos. Certos moluscos desenvolvem uma "proteção contra o secamento temporário dos habitats, com a passagem para o estado de dormência ou quiescência sem perda da vitalidade." Longo após o estado crítico, ou seja, após o retorno das condições favoráveis, os moluscos que estavam em estivação, retornam as suas atividades normais.  
O comportamento também é muito comum em anuros de regiões áridas, esses animais passam cerca de 9 a 10 meses do ano estivando, em estado de baixo metabolismo aguardando a época das chuvas em que eles podem se alimentar e reproduzir. Portanto, é o estado de latência com redução sensível no metabolismo e na temperatura corporal durante o verão, apresentado por animais homeotérmicos.
Com o retorno de condições favoráveis, os indivíduos estivados são capazes de retornar as atividades normais.